# Греко-римская борьба на летних Олимпийских играх 1980 — до 48 кг
Соревнования по классической борьбе в категории до 48 кг были частью программы летних Олимпийских игр 1980 года в Москве.

## Медалисты

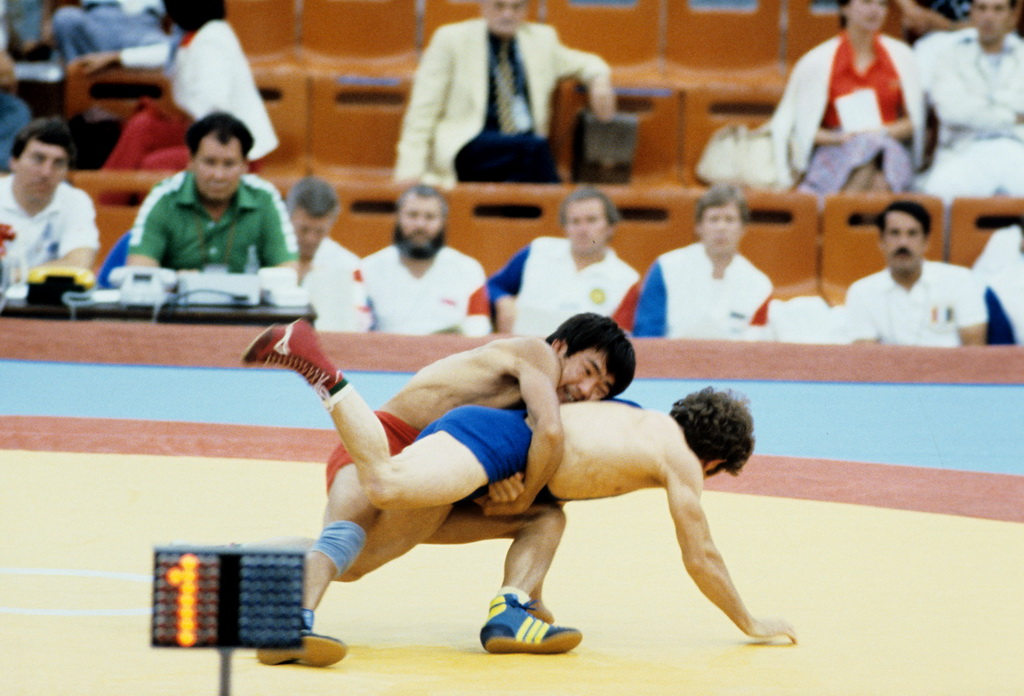
Финальная схватка Жаксылыка Ушкемпирова (в красном, СССР) и Константина Александру (Румыния).

- Жаксылык Ушкемпиров (URS)
- Константин Александру (ROU)
- Ференц Шереш (HUN)

## Определение победителей
Определение победителей происходило по системе штрафных очков. Борец, набравший 6 и более штрафных очков, выбывал из соревнований. Когда оставалось два или три участника для определения распределения медалей между ними проводился специальный финальный тур.

### Штрафные очки
- 0 — чистая победа, снятие соперника за пассивность или из-за травмы;
- 0,5 — победа за явным преимуществом;
- 1 — победа по очкам;
- 2 — ничья;
- 2,5 — ничья, пассивность;
- 3 — поражение по очкам;
- 3,5 — поражение за явным преимуществом соперника;
- 4 — чистое поражение, снятие за пассивность или из-за травмы.

## Легенда
- DNA — участник не явился;
- TPP — общее количество штрафных очков;
- MPP — количество штрафных очков за схватку;
- TF — чистая победа;
- IN — соперник снят из-за травмы;
- DQ — дисквалификация за пассивность;
- D1 — дисквалификация за пассивность, победитель также был пассивен;
- D2 — дисквалификация за пассивность обоих соперников.

## Ход соревнований

### Круг 1
| TPP | MPP |                             | Результат |                           | MPP | TPP |
| --- | --- | --------------------------- | --------- | ------------------------- | --- | --- |
| 3   | 3   | Винченцо Маэнца (ITA)       | 9 — 10    | Рейо Хаапаранта (FIN)     | 1   | 1   |
| 0   | 0   | Павел Христов (BUL)         | DQ / 8:16 | Кент Андерссон (SWE)      | 4   | 4   |
| 0   | 0   | Альфредо Ольвера (MEX)      | TF / 4:44 | Сабер Накдали (SYR)       | 4   | 4   |
| 0   | 0   | Ференц Шереш (HUN)          | TF / 1:32 | Роман Кирпаш (POL)        | 4   | 4   |
| 3   | 3   | Константин Александру (ROU) | 2 — 6     | Жаксылык Ушкемпиров (URS) | 1   | 1   |

### Круг 2
| TPP | MPP |                        | Результат |                             | MPP | TPP |
| --- | --- | ---------------------- | --------- | --------------------------- | --- | --- |
| 6,5 | 3,5 | Винченцо Маэнца (ITA)  | 4 — 14    | Павел Христов (BUL)         | 0,5 | 0,5 |
| 1   | 0   | Рейо Хаапаранта (FIN)  | TF / 8:36 | Кент Андерссон (SWE)        | 4   | 8   |
| 3,5 | 3,5 | Альфредо Ольвера (MEX) | 5 — 13    | Ференц Шереш (HUN)          | 0,5 | 0,5 |
| 8   | 4   | Сабер Накдали (SYR)    | TF / 1:16 | Константин Александру (ROU) | 0   | 3   |
| 7   | 3   | Роман Кирпаш (POL)     | 10 — 13   | Жаксылык Ушкемпиров (URS)   | 1   | 2   |

### Круг 3
| TPP | MPP |                        | Результат |                             | MPP | TPP |
| --- | --- | ---------------------- | --------- | --------------------------- | --- | --- |
| 5   | 4   | Рейо Хаапаранта (FIN)  | 0 — 27    | Павел Христов (BUL)         | 0   | 0,5 |
| 7,5 | 4   | Альфредо Ольвера (MEX) | TF / 2:29 | Константин Александру (ROU) | 0   | 3   |
| 4   | 3,5 | Ференц Шереш (HUN)     | 6 — 17    | Жаксылык Ушкемпиров (URS)   | 0,5 | 2,5 |

### Круг 4
| TPP | MPP |                           | Результат |                             | MPP | TPP |
| --- | --- | ------------------------- | --------- | --------------------------- | --- | --- |
| 9   | 4   | Рейо Хаапаранта (FIN)     | 2 — 17    | Ференц Шереш (HUN)          | 0   | 4   |
| 4,5 | 4   | Павел Христов (BUL)       | DQ / 7:34 | Константин Александру (ROU) | 2   | 5   |
| 2,5 |     | Жаксылык Ушкемпиров (URS) |           | Bye                         |     |     |

### Круг 5
| TPP | MPP |                           | Результат |                             | MPP | TPP |
| --- | --- | ------------------------- | --------- | --------------------------- | --- | --- |
| 3,5 | 1   | Жаксылык Ушкемпиров (URS) | 12 — 7    | Павел Христов (BUL)         | 3   | 7,5 |
| 7   | 3   | Ференц Шереш (HUN)        | 5 — 10    | Константин Александру (ROU) | 1   | 6   |

### Финал
Результаты предварительных схваток учитывались в финале.
| TPP | MPP |                             | Результат |                             | MPP | TPP |
| --- | --- | --------------------------- | --------- | --------------------------- | --- | --- |
|     | 3   | Константин Александру (ROU) | 2 — 6     | Жаксылык Ушкемпиров (URS)   | 1   |     |
|     | 3,5 | Ференц Шереш (HUN)          | 6 — 17    | Жаксылык Ушкемпиров (URS)   | 0,5 | 1,5 |
| 6,5 | 3   | Ференц Шереш (HUN)          | 5 — 10    | Константин Александру (ROU) | 1   | 4   |

## Распределение мест
1. Жаксылык Ушкемпиров (URS)
2. Константин Александру (ROU)
3. Ференц Шереш (HUN)
4. Павел Христов[англ.] (BUL)
5. Рейо Хаапаранта (FIN)
6. Альфредо Ольвера (MEX)
7. Винченцо Маэнца (ITA)
8. Роман Кирпаш[англ.] (POL)